# 캐피틀힐 (사이판섬)

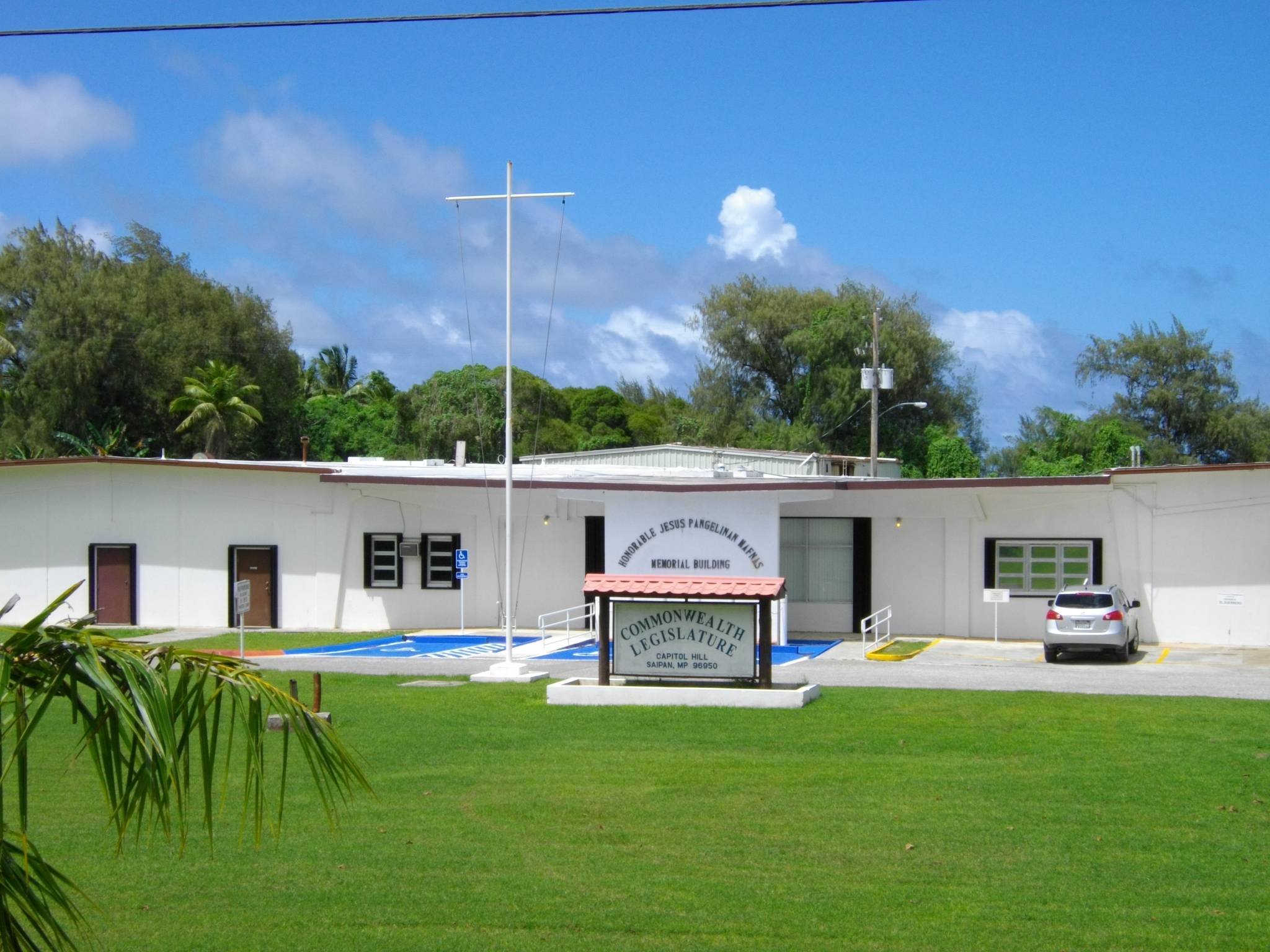
북마리아나 제도 연방 의사당

캐피틀힐(영어: Capitol Hill)은 미국의 자치령인 북마리아나 제도의 사이판섬에 위치한 마을로 북마리아나 제도의 중심 도시 역할을 한다.
1948년 미국 중앙정보부가 중국 국민당 게릴라 부대를 양성하기 위한 차원에서 건설되었다. 1962년 북마리아나 제도의 행정 중심지가 되었다.